# Дюлино
Дюлино е малко живописно село, разположено в Североизточна България, в община Бяла, област Варна. Намира се в подножието на Източна Стара планина и е само на около 15 километра от бреговата ивица на Черно море, което го поставя в стратегическа близост до курортите Обзор, Бяла и Шкорпиловци. Районът е богат на гори, билки и гъби – интересен за любителите на природата.  Благодарение на близостта си до морето и природния потенциал на района, село Дюлино има възможност да се превърне в предпочитано място за почивка, алтернативен туризъм и уикенд-вили. Районът е подходящ за изграждане на еко къщи, селски къщи за гости и маршрути за планинско колоездене и разходки сред природата.
Старото му име е Айваджик.

## География
Село Дюлино се намира в Източна България, на 60 км от Варна в посока Бургас.
Селото привлича посетители с уникалната комбинация на Източна Стара Планина, река Двойница и близостта на Черно море – само на 13 км.  Селото е разположено по протежение на път III-906, преминаващ през Дюлинския проход, който свързва Северното и Южното Черноморие. Районът е известен със своите зелени хълмове, чист въздух и спокойствие, като предлага отлични условия за селски и еко туризъм.

## История
За първи път селището се споменава в турски регистър от 1731 г. като Айваджик („айва“ на турски означава дюля).
Българското население тук било прогонено в планините. Едва в началото на 19 век при разселването на селата Еркеч и Голица през 1828-1829 г., някои семейства се преместват в Дюлино. Разселването продължава и след Кримската война.
След Освобождението според Берлинския договор от 1878 година селото е било граница между Източна Румелия и Княжество България.
Още в първите години след Освобождението Константин Иречек го посещава и в своите „Пътувания по България“ отбелязва, че селото е брояло едва 30 къщи, повечето от турско население. Описва Айваджик като чифлик на с. Бяла. Иречек споменава, че през селото или близо до него минавали два пътя още от римско време. Единият от Месемврия за Одесос, а другият- от Анхиало за Марцианопол /Девня/.
След Съединението в селото се преселили много тракийци.

## Население
Численост на населението според преброяванията през годините:
| \| Година на преброяване \| Численост \| \| --------------------- \| --------- \| \| 1934 \| 523 \| \| 1946 \| 585 \| \| 1956 \| 620 \| \| 1965 \| 535 \| \| 1975 \| 381 \| \| 1985 \| 347 \| \| 1992 \| 340 \| \| 2001 \| 309 \| \| 2011 \| 310 \| \| 2021 \| 272 \| |           |
| Година на преброяване | Численост |
| 1934 | 523       |
| 1946 | 585       |
| 1956 | 620       |
| 1965 | 535       |
| 1975 | 381       |
| 1985 | 347       |
| 1992 | 340       |
| 2001 | 309       |
| 2011 | 310       |
| 2021 | 272       |

### Етнически състав

#### Преброяване на населението през 2011 г.
Численост и дял на етническите групи според преброяването на населението през 2011 г.:
|                     | Численост | Дял (в %) |
| Общо                | 310       | 100.00    |
| Българи             | 240       | 77.41     |
| Турци               | 4         | 1.29      |
| Цигани              | 39        | 12.58     |
| Други               | –         | –         |
| Не се самоопределят | –         | –         |
| Неотговорили        | 27        | 8.70      |

## Културни и природни забележителности
Има възможност за риболов в река Двойница, езда на коне, излети в гората, слънчеви и морски бани в Черно море, което е на 13 км, представяне на обичаи – Бабинден, Лазаруване, Сватба и т.н.
На 5 км от Дюлино има манастир, който е известен с лечебната си вода.

## Редовни събития
- През юли се провежда ежегодното състезание на ловни кучета за лов на диви свине.
- Панаир се провежда в края на септември.

## Други
Панаирът се провежда на 23 септември или в последната събота от месеца